# Фейгельсон, Ева Михайловна
Ева Михайловна Фейгельсон (7 сентября 1915 или 1915, Витебск — 17 января 2010 или 2010) — российский математик, метеоролог, доктор физико-математических наук (1962), профессор (1962).
Родилась 7 сентября 1915 года в Витебске.
Окончила МГУ (1939).
В 1939—1956 гг. работала в Институте теоретической геофизики АН СССР: вычислитель, младший научный сотрудник, старший научный сотрудник. Первая из учеников Евграфа Сергеевича Кузнецова, защитившая кандидатскую диссертацию.
С 1956 г. — в Институте физики атмосферы АН СССР: старший научный сотрудник, ведущий научный сотрудник.
Сфера научных интересов — распространение оптического излучения в земной атмосфере с учётом облачности, газовых составляющих и аэрозолей.
Решила уравнения переноса излучения в атмосфере.
Автор около 200 научных работ, в том числе 5 монографий.
Доктор физико-математических наук (1962), профессор (1962). Заслуженный деятель науки РФ (1998).
Сочинения:
- Радиационные процессы в слоистообразных облаках [Текст] / Акад. наук СССР. Ин-т физики атмосферы. — Москва : Наука, 1964. — 231 с. : черт.; 27 см.
- Лучистый теплообмен и облака / Е. М. Фейгельсон. — Л. : Гидрометеоиздат, 1970. — 230 с. с черт. — Библиогр.: с. 218—226.
- Потоки солнечного излучения и облака [Текст]. — Ленинград : Гидрометеоиздат, 1978. — 157 с. : ил.; 22 см.

Дочь — Лозинская Татьяна Александровна, доктор физико-математических наук (1981).